# Старая Флорицоя
Старая Флорицоя (рум. Floriţoaia Veche, Флорицоая-Веке) — село в Унгенском районе Молдавии. Является административным центром коммуны Старая Флорицоя, включающей также сёла Новая Флорицоя и Грозаска.

## География
Село расположено на высоте 196 метров над уровнем моря.

## Население
По данным переписи населения 2004 года, в селе Флорицоая-Веке проживает 920 человек (471 мужчина, 449 женщин).
Этнический состав села:
| Национальность | Число жителей | Процентный состав |
| -------------- | ------------- | ----------------- |
| молдаване      | 873           | 94.89             |
| украинцы       | 24            | 2.61              |
| русские        | 11            | 1.2               |
| румыны         | 8             | 0.87              |
| прочие         | 4             | 0.43              |
| Всего          | 920           | 100%              |